# Marquisat de Franchimont
Pour les articles homonymes, voir Franchimont (homonymie).
XVIe siècle – 1795
Entités suivantes :
- Département de l'Ourthe

Le marquisat de Franchimont était une seigneurie faisant la frontière orientale de la principauté de Liège. Elle était constituée des bans de Theux, Spa, Sart, Jalhay et plus tard, Verviers. Les princes-évêques de Liège prirent le titre de marquis de Franchimont au début du XVIe siècle.
Le siège du marquisat était le château de Franchimont.

## Composition du marquisat
Franchimont est une seigneurie de la principauté ecclésiastique de Liège depuis le XIe siècle. Au début du XVIe siècle, la seigneurie est élevée au rang de Marquisat et les Évêques de Liège en prennent le titre. Ce petit pays, long de six lieues sur quatre de large, était enclavé entre le duché de Limbourg, le duché de Luxembourg et la principauté de Stavelot-Malmédy.
Il était divisé en cinq bans, dont les chefs-lieux (bourgs) étaient :
- le ban de Theux (chef-ban) avec Oneux, La Reid, Pepinster, Polleur, Jehanster et Franchimont ;
- le ban de Verviers avec Stembert, Ensival et Andrimont ;
- le ban de Jalhay ;
- le ban de Sart ;
- le ban de Spa.

Le tout comprenait environ cinquante villages et hameaux.

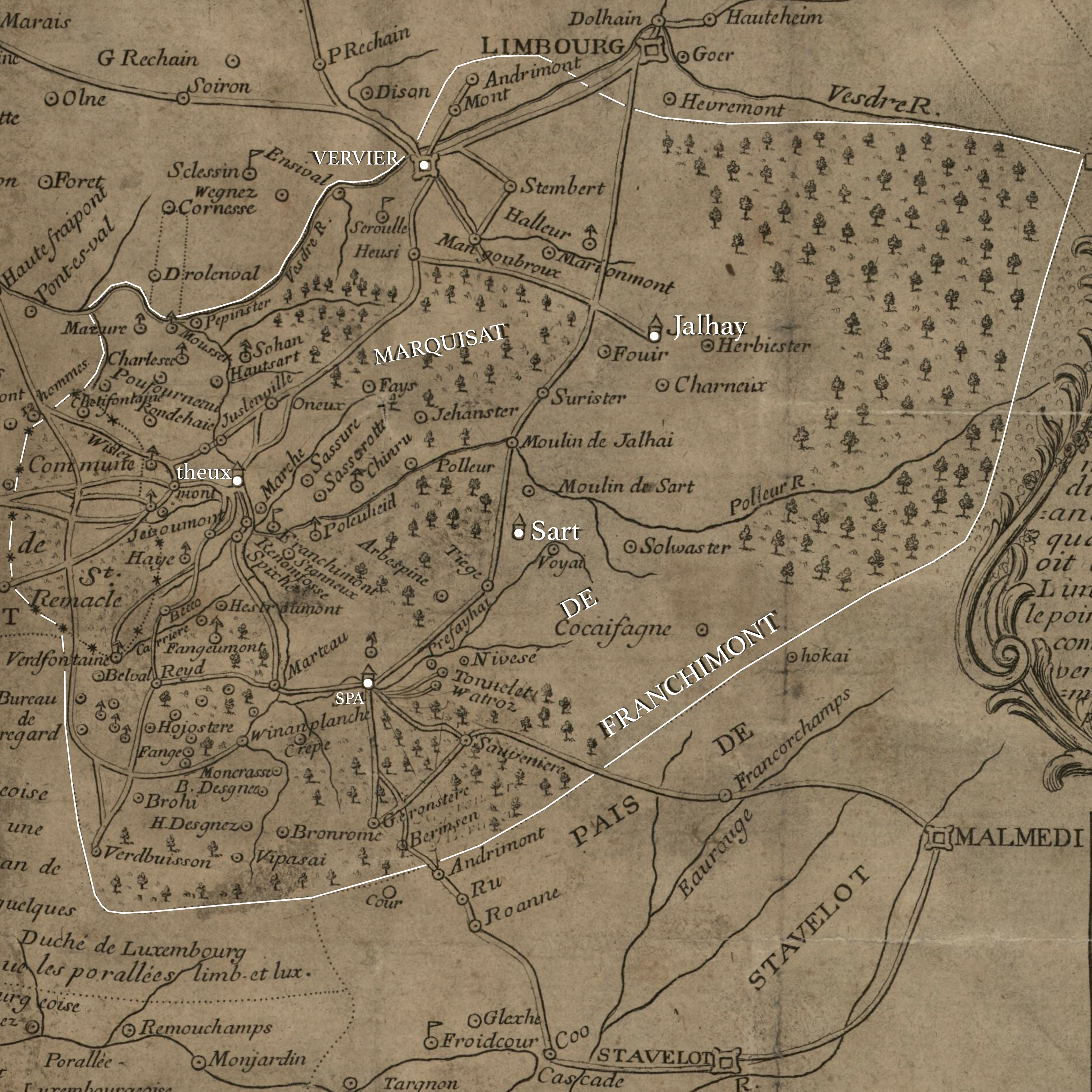
Carte du Marquisat de Franchimont.

## Carte
- Carte du marquisat de Franchimont (voir pdf page 4)